# Prozessionskreuz von San Millán de la Cogolla

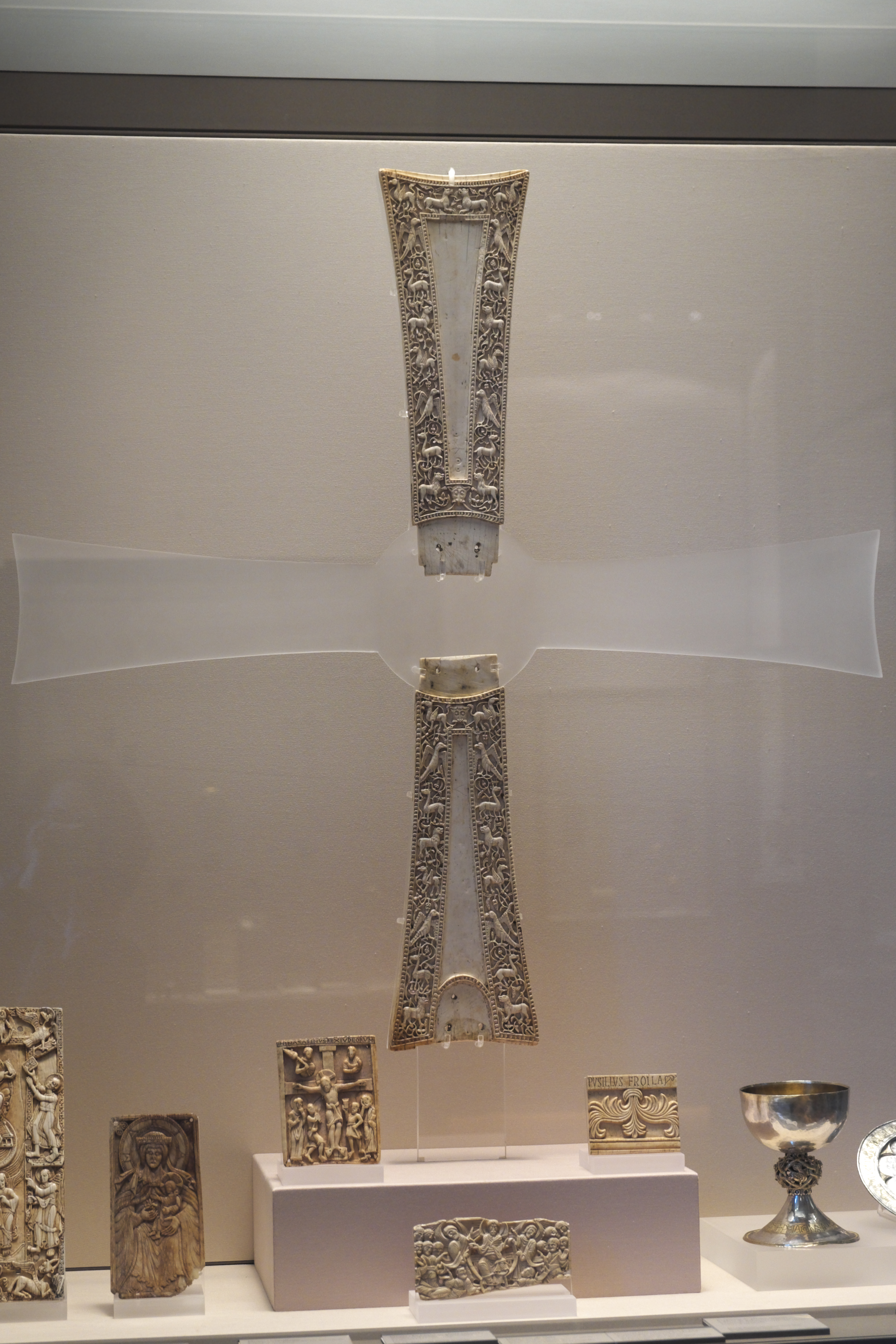
Prozessionskreuz von San Millán de la Cogolla im Louvre

Das Prozessionskreuz von San Millán de la Cogolla ist ein Vortragekreuz, das Ende des 10. Jahrhunderts im Kloster San Millán de la Cogolla in der spanischen Region La Rioja geschaffen wurde. Zwei Kreuzarme werden heute in der Kunstgewerbesammlung des Musée du Louvre (Département des objets d'art du musée du Louvre) in Paris ausgestellt. Ein Kreuzarm befindet sich im Museo Arqueológico Nacional de España in Madrid.

## Beschreibung
Das Kreuz ist aus Elfenbein geschnitzt. Die trapezförmige Gestalt der Kreuzarme ist typisch für mozarabische Kreuze. Vorder- und Rückseite des Kreuzes sind mit ornamentalen Bändern verziert, die Greifen, Löwen, Adler und Fabeltiere in Rankenwerk zeigen.

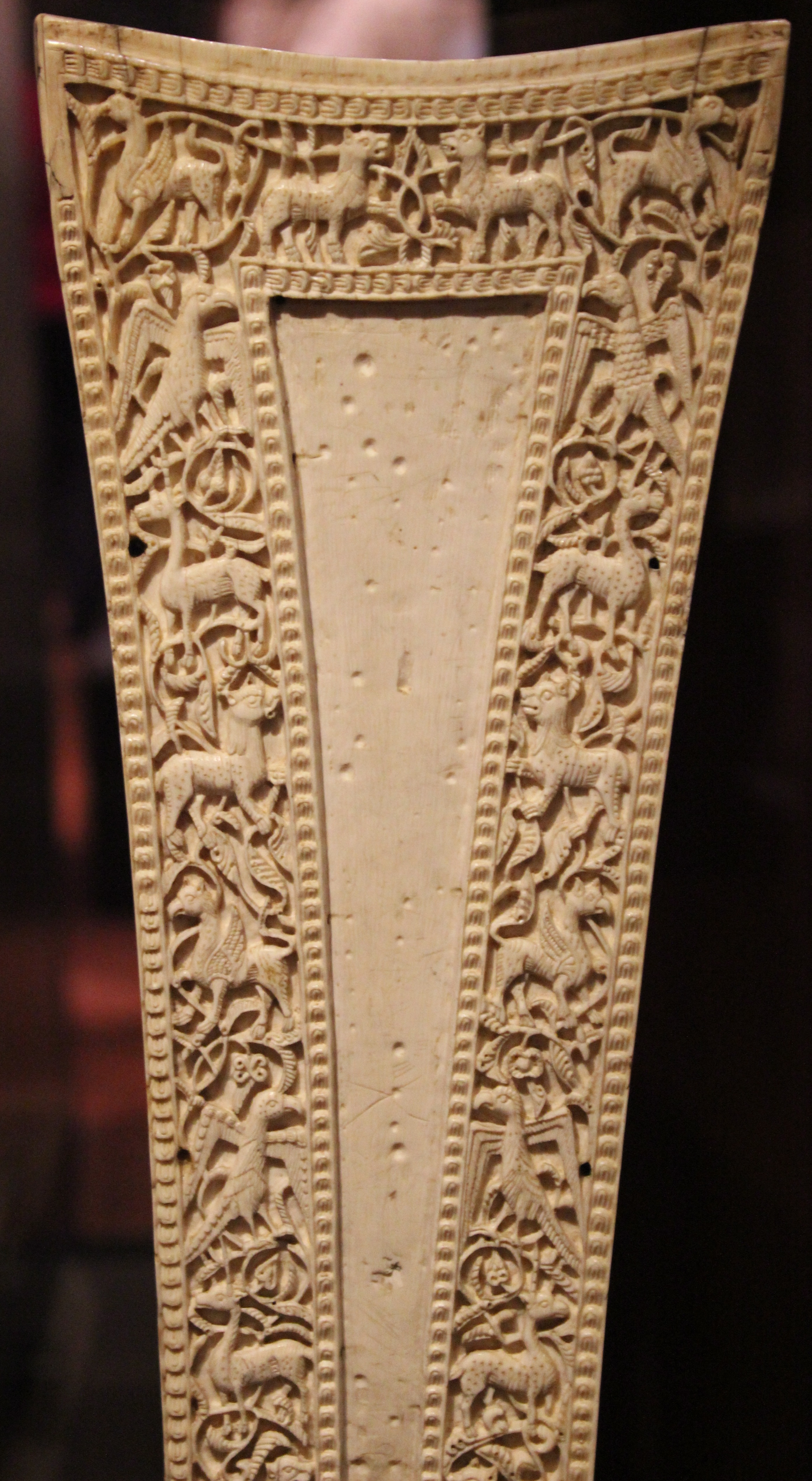
Prozessionskreuz von San Millán de la Cogolla in Madrid
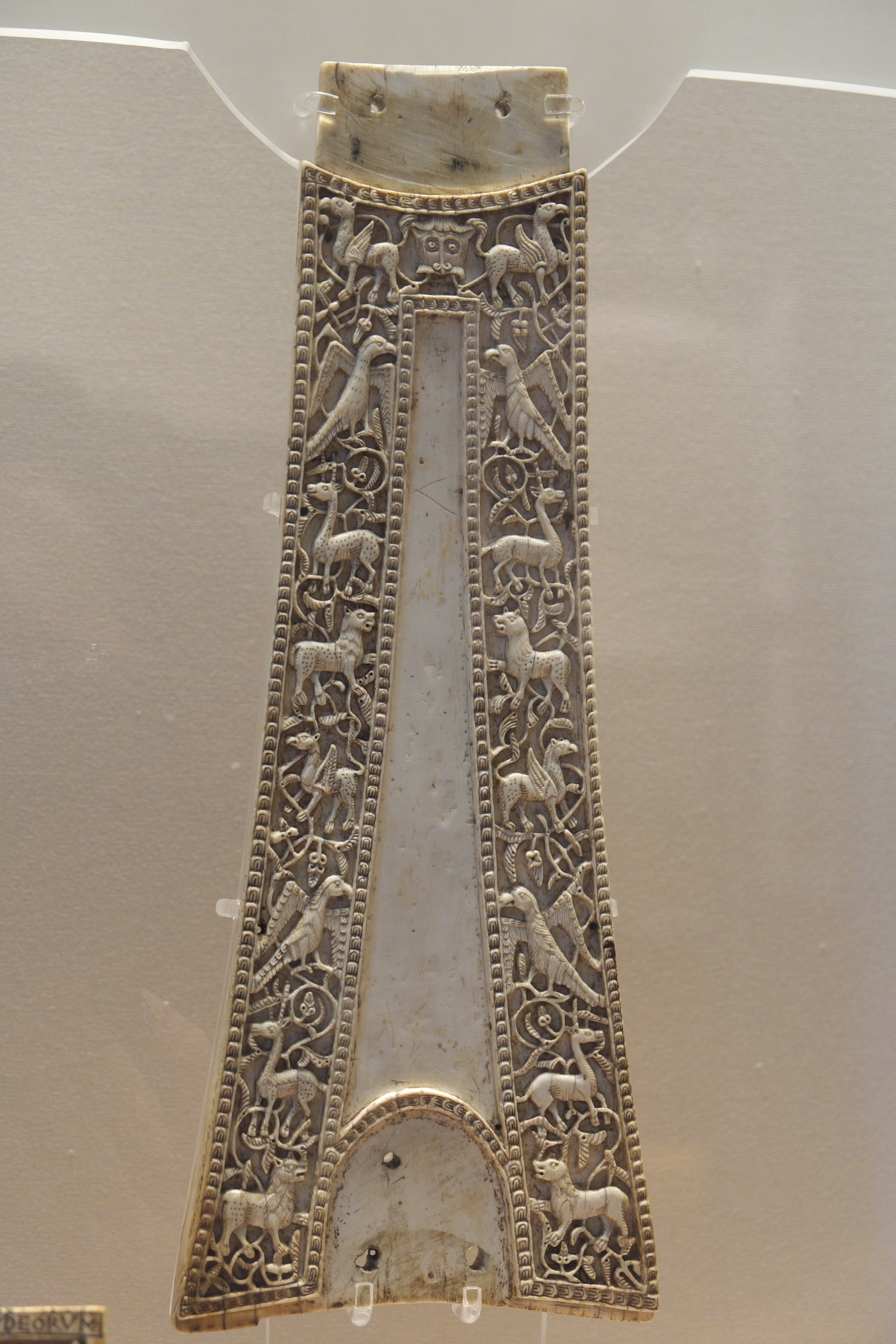
Mozarabisches Prozessionskreuz im Louvre
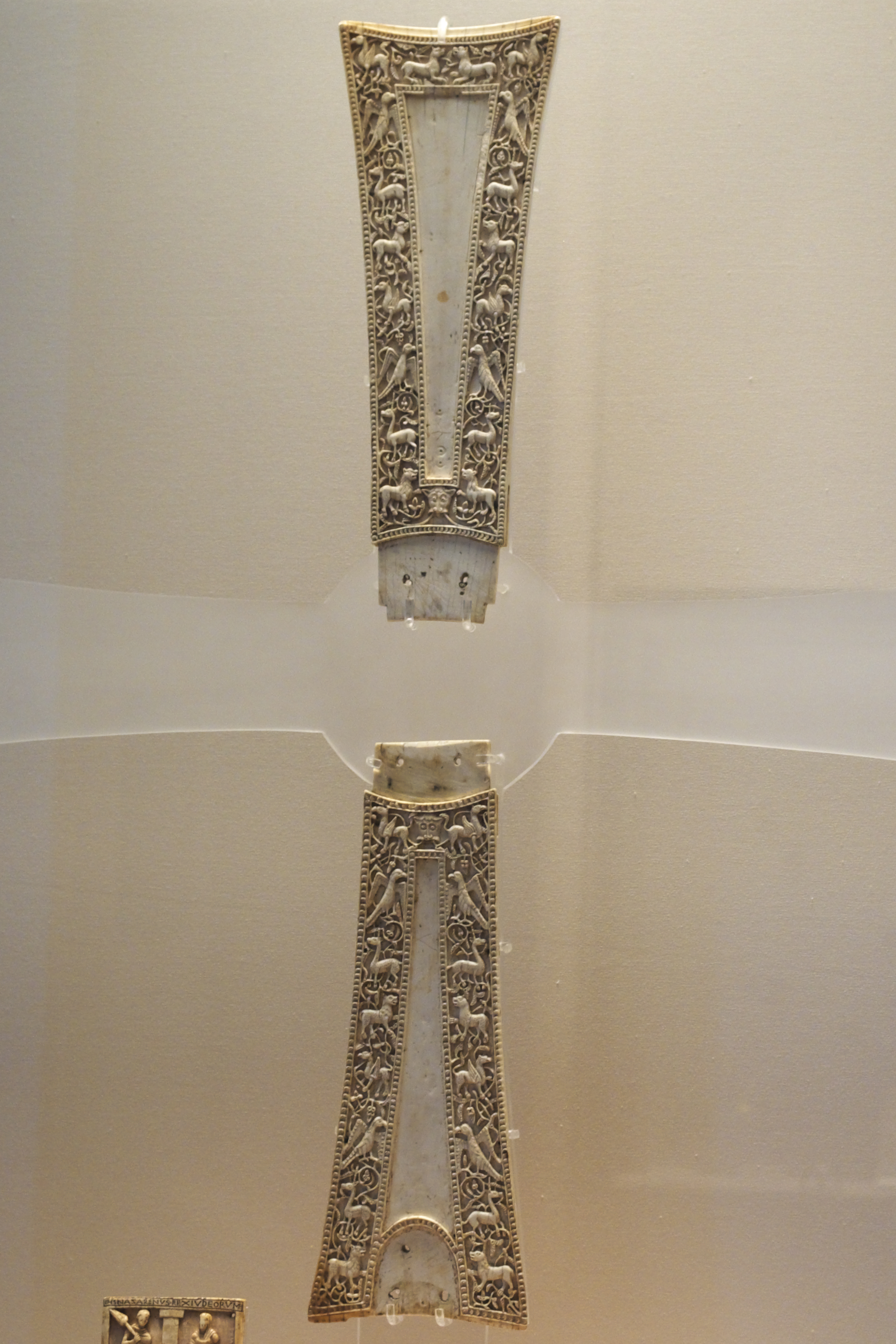
Mozarabisches Prozessionskreuz im Louvre